# Світова серія з тріатлону 2022
Чотирнадцятий сезон світової серії з тріатлону стартував 18 вересня 2021 року в німецькому Гамбурзі і завершився 26 листопада 2022 року в Абу-Дабі.

## Гамбург
| Місце       | Тріатлоніст      | Країна    | Сумарний час | Очки |
| ----------- | ---------------- | --------- | ------------ | ---- |
| 1           | Тім Гельвіг      | Німеччина | 00:53:08     | 1000 |
| 2           | Paul Georgenthum | Франція   | 00:53:08     | 925  |
| 3           | Лео Берже        | Франція   | 00:53:09     | 856  |
| Статистика: |                  |           |              |      |

| Місце       | Тріатлоніст         | Країна        | Сумарний час | Очки |
| ----------- | ------------------- | ------------- | ------------ | ---- |
| 1           | Лаура Ліндеманн     | Німеччина     | 00:58:17     | 1000 |
| 2           | Ніколь ван дер Каай | Нова Зеландія | 00:58:21     | 925  |
| 3           | Саммер Раппапорт    | США           | 00:58:26     | 856  |
| Статистика: |                     |               |              |      |

## Абу-Дабі
| Місце       | Тріатлоніст | Країна   | Сумарний час | Очки |
| ----------- | ----------- | -------- | ------------ | ---- |
| 1           | Єлле Генс   | Бельгія  | 00:52:20     | 1000 |
| 2           | Венсан Луї  | Франція  | 00:52:25     | 925  |
| 3           | Бенце Бічик | Угорщина | 00:52:28     | 856  |
| Статистика: |             |          |              |      |

| Місце       | Тріатлоніст           | Країна             | Сумарний час | Очки |
| ----------- | --------------------- | ------------------ | ------------ | ---- |
| 1           | Флора Даффі           | Бермудські Острови | 00:55:41     | 1000 |
| 2           | Джорджія Тейлор-Браун | Велика Британія    | 00:55:53     | 925  |
| 3           | Софі Колдвелл         | Велика Британія    | 00:56:11     | 856  |
| Статистика: |                       |                    |              |      |

## Йокогама
| Місце       | Тріатлоніст  | Країна          | Сумарний час | Очки |
| ----------- | ------------ | --------------- | ------------ | ---- |
| 1           | Алекс Ї      | Велика Британія | 01:43:30     | 1000 |
| 2           | Гейден Вайлд | Нова Зеландія   | 01:43:40     | 925  |
| 3           | Лео Берже    | Франція         | 01:43:59     | 856  |
| Статистика: |              |                 |              |      |

| Місце       | Тріатлоніст           | Країна             | Сумарний час | Очки |
| ----------- | --------------------- | ------------------ | ------------ | ---- |
| 1           | Джорджія Тейлор-Браун | Велика Британія    | 01:51:44     | 1000 |
| 2           | Леоні Пероль          | Франція            | 01:51:50     | 925  |
| 3           | Флора Даффі           | Бермудські Острови | 01:51:55     | 856  |
| Статистика: |                       |                    |              |      |

## Лідс
- 11-12 червня 2022

| Місце       | Тріатлоніст  | Країна        | Сумарний час | Очки |
| ----------- | ------------ | ------------- | ------------ | ---- |
| 1           | Гейден Вайлд | Нова Зеландія | 0:53:18      | 1000 |
| 2           | Лео Берже    | Франція       | 0:53:28      | 925  |
| 3           | Лассе Люрс   | Німеччина     | 0:53:38      | 856  |
| Статистика: |              |               |              |      |

| Місце       | Тріатлоніст           | Країна          | Сумарний час | Очки |
| ----------- | --------------------- | --------------- | ------------ | ---- |
| 1           | Кассандра Богран      | Франція         | 0:59:03      | 1000 |
| 2           | Джорджія Тейлор-Браун | Велика Британія | 0:59:12      | 925  |
| 3           | Софі Колдвелл         | Велика Британія | 0:59:15      | 856  |
| Статистика: |                       |                 |              |      |

## Монреаль
- 25-26 червня 2022

| Місце       | Тріатлоніст  | Країна          | Сумарний час | Очки |
| ----------- | ------------ | --------------- | ------------ | ---- |
| 1           | Алекс Ї      | Велика Британія | 0:21:55      | 1000 |
| 2           | Гейден Вайлд | Нова Зеландія   | 0:21:58      | 925  |
| 3           | Лео Берже    | Франція         | 0:21:59      | 856  |
| Статистика: |              |                 |              |      |

| Місце       | Тріатлоніст           | Країна          | Сумарний час | Очки |
| ----------- | --------------------- | --------------- | ------------ | ---- |
| 1           | Джорджія Тейлор-Браун | Велика Британія | 0:24:04      | 1000 |
| 2           | Кассандра Богран      | Франція         | 0:24:07      | 925  |
| 3           | Бет Поттер            | Велика Британія | 0:24:15      | 856  |
| Статистика: |                       |                 |              |      |

## Гамбург
| Місце       | Тріатлоніст        | Країна        | Сумарний час | Очки |
| ----------- | ------------------ | ------------- | ------------ | ---- |
| 1           | Гейден Вайлд       | Нова Зеландія | 0:53:10      | 1000 |
| 2           | Меттью Гозер       | Австралія     | 0:53:13      | 925  |
| 3           | Джавад Абдельмоула | {{}}          | 0:53:26      | 856  |
| Статистика: |                    |               |              |      |

| Місце       | Тріатлоніст | Країна             | Сумарний час | Очки |
| ----------- | ----------- | ------------------ | ------------ | ---- |
| 1           | Флора Даффі | Бермудські Острови | 0:58:37      | 1000 |
| 2           | Бет Поттер  | Велика Британія    | 0:58:43      | 925  |
| 3           | Ліза Терч   | Німеччина          | 0:58:53      | 856  |
| Статистика: |             |                    |              |      |

## Кальярі
| Місце       | Тріатлоніст      | Країна          | Сумарний час | Очки |
| ----------- | ---------------- | --------------- | ------------ | ---- |
| 1           | Алекс Ї          | Велика Британія | 1:40:19      | 1000 |
| 2           | Джонатан Браунлі | Велика Британія | 1:40:26      | 925  |
| 3           | Маноель Мессіас  | Бразилія        | 1:40:29      | 856  |
| Статистика: |                  |                 |              |      |

| Місце       | Тріатлоніст           | Країна          | Сумарний час | Очки |
| ----------- | --------------------- | --------------- | ------------ | ---- |
| 1           | Джорджія Тейлор-Браун | Велика Британія | 1:47:42      | 1000 |
| 2           | Емма Ломбарді         | Франція         | 1:47:54      | 925  |
| 3           | Тейлор Нібб           | США             | 1:47:58      | 856  |
| Статистика: |                       |                 |              |      |

## Бермуди
| Місце       | Тріатлоніст             | Країна  | Сумарний час | Очки |
| ----------- | ----------------------- | ------- | ------------ | ---- |
| 1           | Венсан Луї              | Франція | 1:49:37      | 1000 |
| 2           | Антоніо Серрат Сеоане   | Іспанія | 1:49:45      | 925  |
| 3           | Роберто Санчес Мантекон | Іспанія | 1:49:54      | 856  |
| Статистика: |                         |         |              |      |

| Місце       | Тріатлоніст | Країна             | Сумарний час | Очки |
| ----------- | ----------- | ------------------ | ------------ | ---- |
| 1           | Флора Даффі | Бермудські Острови | 2:01:26      | 1000 |
| 2           | Тейлор Нібб | США                | 2:03:04      | 925  |
| 3           | Бет Поттер  | Велика Британія    | 2:03:17      | 856  |
| Статистика: |             |                    |              |      |

## Абу-Дабі
| Місце       | Тріатлоніст   | Країна  | Сумарний час | Очки |
| ----------- | ------------- | ------- | ------------ | ---- |
| 1           | Лео Берже     | Франція | 1:44:14      |      |
| 2           | Морган Пірсон | США     | 1:44:25      |      |
| 3           | Єлле Генс     | Бельгія | 1:44:34      |      |
| Статистика: |               |         |              |      |

| Місце       | Тріатлоніст           | Країна             | Сумарний час | Очки |
| ----------- | --------------------- | ------------------ | ------------ | ---- |
| 1           | Флора Даффі           | Бермудські Острови | 1:53:24      |      |
| 2           | Джорджія Тейлор-Браун | Велика Британія    | 1:54:28      |      |
| 3           | Лена Майснер          | Німеччина          | 1:55:59      |      |
| Статистика: |                       |                    |              |      |

## Загальний залік (чоловіки)
| Rank | Athlete                     | Points  |
| ---- | --------------------------- | ------- |
| 1    | Лео Берже (FRA)             | 4741.89 |
| 2    | Алекс Ї (GBR)               | 4721.41 |
| 3    | Гейден Вайлд (NZL)          | 4696.48 |
| 4    | Єлле Генс (BEL)             | 4384.52 |
| 5    | Венсан Луї (FRA)            | 3880.95 |
| 6    | Меттью Гозер (AUS)          | 3232.56 |
| 7    | Антоніо Серрат Сеоане (ESP) | 3000.65 |
| 8    | Vasco Vilaça (POR)          | 2895.57 |
| 9    | Лассе Люрс (GER)            | 2792.69 |
| 10   | П'єр Ле Корре (FRA)         | 2727.14 |

## Загальний залік (жінки)
| Rank | Athlete                      | Points  |
| ---- | ---------------------------- | ------- |
|      | Флора Даффі (BER)            | 5105.63 |
|      | Джорджія Тейлор-Браун (GBR)  | 5081.25 |
| 3    | Тейлор Нібб (USA)            | 4179.23 |
| 4    | Тейлор Спайві (USA)          | 3889.44 |
| 5    | Кассандра Богран (FRA)       | 3801.32 |
| 6    | Софі Колдвелл (GBR)          | 3537.29 |
| 7    | Бет Поттер (GBR)             | 3479.86 |
| 8    | Лаура Ліндеманн (GER)        | 3296.14 |
| 9    | Майя Кінгма (NED)            | 3101.88 |
| 10   | Міріам Касільяс Гарсія (ESP) | 3019.96 |